# Thomas Doe
Thomas Bartwell Doe –conocido como Tom Doe– (Tacoma, 12 de octubre de 1912-Hendersonville, 19 de julio de 1969) fue un deportista estadounidense que compitió en bobsleigh. Participó en los Juegos Olímpicos de Sankt Moritz 1928, obteniendo una medalla de plata en la prueba quíntuple.

## Palmarés internacional
| Juegos Olímpicos | Juegos Olímpicos     | Juegos Olímpicos | Juegos Olímpicos |
| Año              | Lugar                | Medalla          | Prueba           |
| ---------------- | -------------------- | ---------------- | ---------------- |
| 1928             | Sankt Moritz (Suiza) | Medalla de plata | Quíntuple        |